# Парламентарни избори в България (1879)
Парламентарните избори в България през 1879 година са редовни парламентарни избори, проведени на 30 септември и 7 октомври 1879 г. в Княжество България. В тях участват двете водещи политически сили в България – Либералната и Консервативната партия.

## Хронология
След избирането му за владетел на нововъзроденото Княжество, извикано за нов самостоятелен политически живот и във връзка с нормалното съществуване на държавата, княз Александър І трябва да избере първото българско правителство измежду средите на двете откроили се политически партии по време на Учредителното събрание. Той оказва доверието си на консерваторите. Така първият български кабинет е оглавен от Тодор Бурмов, назначен е с Указ № 1 от 5 юли и има основна задача да подготви изборите за първото ОНС. Те се произвеждат през октомври 1879 г.
На 29 август 1879 г. княз Александър I Батенберг подписва Указ № 126, с който насрочва деня на изборите – 30 септември 1879. В изборния ден при ниска избирателна активност от 32,0% либералната партия печели убедителна победа и на 21 октомври народните представители от Първото обикновено народно събрание се събират в София.
Съгласно установената практика на парламентарна демокрация, князът възлага на лидера на мнозинството да състави правителство. Недоволен от развоя на изборите, той се обръща към император Александър II, молейки го за разрешение да разтури Народното събрание. Императорът не се съгласява и князът предлага на Петко Каравелов да състави кабинет с участието на Димитър Греков и Григор Начович, което предварително обрича мисията на неуспех. В крайна сметка преговорите завършват без резултат и на 24 ноември 1879 г. Батенберг разпуска Народното събрание и съставя второ правителство начело с епископ Климент Браницки, в което отново ръководна роля имат консерваторите.

## Избирателни права на българските граждани
Изборите са правно установени чрез глава ХІV „За обикновеното Народно събрание“, дял І „За състава на обикновеното Народно събрание“ от Конституцията на Княжество България и Временните правила за избирането представителите на първото обикновено народно събрание приети от Учредителното събрание заедно с Търновската конституция и посочени по-долу в текста само като "Временни правила".
Чл. 86, ал. 1 от Търновската конституция регламентира изборът на народните представители да се осъществява пряко от народа, като на 10 хиляди души население и от двата пола се полага по един народен представител. Втората алинея постановява, че мандатът на депутатите е тригодишен, а ал. 5 определя, че избираеми за народни представители са всички български граждани, които са на възраст по-горе от 30 години и са книжовни (грамотни).
По отношение на избирателния корпус Конституцията предоставя активно избирателно право на всички български граждани, които имат възраст над 21 години и се ползват с граждански и политически права. Твърденията в други източници за липсата на демократичност в Търновската конституция, която не предоставя избирателни права на жените, е несъстоятелно и погрешно, защото това е било напълно естествена световна тенденция към момента на създаването на първата българска конституция и идеята за политическите права на жените още не е съществувала.
Приетите в последното заседание на УС от 16 април 1879 г. Временни правила от формална гледна точка са в нарушение на нормите на Конституцията, защото Учредителното събрание не е законодателно и единствените правомощия, с които разполага, са свързани с изготвянето и приемането на основния закон на Княжеството. Същото се отнася и за законодателната политика на правителството, осъществявана от момента на избирането му до откриването на I ОНС. Но макар и противоконституционни, всички тези действия не би трябвало да бъдат остро осъждани, тъй като те не нарушават основните права и свободи на българските граждани, а са породени от необходимостта за самостоятелно съществуване на Княжество България, стабилното изграждане и функциониране на държавния му апарат, както и стремежа за така необходимото му международно признаване, което само би спомогнало за законодателното гарантиране на гражданските права и свободи и в частност на избирателните права на българските граждани.

## Подготовка на изборите
Изборите за народни представители в първото обикновено народно събрание са свикани според повелите на Конституцията с Княжески Указ № 126 от 29 август 1879 г. и датата, определена за провеждането им, е 30 септември 1879 г. Във връзка с първите парламентарни избори възникват няколко генерални проблема, които засягат пряко и основно избирателните права на българските граждани.
На първо място е броя на депутатите в първото ОНС и начина за определянето им съгласно чл. 86 ал. 1 от Търновската конституция. Според нея данните, с които разполагаме за броя на населението в Княжество България към 30 септември 1879 г., посочват, че общо населението е наброявало 1 800 000 души, като броят на имащите право да упражнят активно избирателно право в изборите от септември 1879 г. възлиза на 219 000 души, при избирателна активност от 32%.

### Преброяване на населението
Първото официално преброяване на населението в Княжеството е извършено на 1 януари 1881 г. и съдържа информация към 31 декември 1880 г. От него ставя ясно, че общата численост на българското население е 2 007 919 души, от които 1 027 803 са мъжете, а 980 116 са жените.
По този начин се отчита едно забележително увеличаване на населението на Княжеството в рамките на една календарна година с близо 207 хиляди души. Като се има предвид следвоенното положение в страната в годините непосредствено след Освобождението, както и тежкото ѝ икономическо положение, по никакъв начин не бихме могли да обосновем това нарастване с естествен прираст или раждаемост на българските граждани – по-скоро може би става въпрос за завръщане на български граждани след края на войната, били поради различни причини в странство.
Ако сравним данните от официалните преброявания на 31 декември 1887 г., когато вече е извършено Съединението, и данните от преброяването от 31 декември 1892 г., ще видим, че за пет години българското население се е увеличило с приблизително 156 хил. души. Именно поради тази причина изглежда, че за една календарна година от 1879 до 1880 г. населението се е увеличило с пъти в повече, в сравнение с едно петгодишно увеличение, което е настъпило в период на стабилизиране на Българската държава и присъединяването на Източна Румелия. Според някой източници има несъответствие и неправилно отразяване на първоначалния брой на българското население, тъй като за него са служили неофициални данни, а в същото време увеличението е показателно, и оттам изводът е, че населението на Българското княжество е било повече от 1,8 млн. души.

## Провеждане и анализ

### Нарушаване на конституционните избирателни права на гласоподавателите
Защо се налага това уточнение и по какъв начин рефлектира върху избирателните права на българските граждани? Отговорът на този въпрос е изложен в чл. 86, ал. 1 на Конституцията, а именно, че броят на депутатите се определя на 10 хил. души население и от двата пола.
Противно на посочения от Сирил Блек и Мария Манолова брой на народните представители – 170 души, от които само 30 са консерватори, броят на народните представители в първото ОНС е вариращ и трудно определяем. Така например в третото заседание на първото ОНС от 23 октомври 1879 г. броят на депутатите е 158 „по официален списък“, в шестото заседание от 25 октомври 1879 г. броят е станал 160, а в десетото заседание той е 157. От направената от проверка на резултатите от изборите, съгласно Стенографските дневници на първото ОНС излиза, че броят на народните представители е 164.
Оттук изниква основателният въпрос въз основа на какъв брой население от българските граждани са избрани 164 депутати. Не би ли следвало, ако се използват дори неофициалните данни за 1,8 млн. души, броят на народните представители в първото ОНС да е поне 180 депутати. Какво става ако, както на места се случва, се прилага правилото на чл. 25 от Временните правила, което противоречи на Конституцията, но предвижда за всяка фракция над 5000 души да се избира един народен представител. Тогава излиза, че народните представители трябва да са минимум 180, защото в противен случай се получава математическо разминаване с около 20 народни представителя по-малко, което от своя страна нарушава избирателните права на около 200 – 240 хиляди български граждани, притежаващи активно избирателно право, като не им се осигурява възможност за пряко представителство в народното събрание и по този начин не само че се погазва, но се нарушава и принципът за предоставяне на властта от народа и за народа, което е и основният демократичен елемент и достойнство на първата ни Конституция. Следователно некоректното определяне на общия брой на българското население довежда до неправилното определяне на броя на народните представители, които трябва да бъдат избрани в първото ОНС. Този факт сам по себе си поражда нарушаване на чл. 86, ал. 1 от Търновската конституция и води до невъзможността на минимум 1/8 от българските граждани да бъдат представлявани в националния парламент, с което грубо се нарушават конституционните им избирателни права.
На второ място трябва да отбележим нарушаването на чл. 86, ал. 5 от Търновската конституция. Преди Освобождението на България от османско владичество в империята е съществувала стриктна система за гражданска регистрация на населението, която е била изградена и коректно спазвана от турските административни власти, най-малкото защото чрез нея се дава точна информация за данъчно задължените лица във всяко едно населено място. Успоредно с гражданската регистрация, предприето от турските власти, на някои места в българските земи се въвежда и църковна поименна регистрация на населението. Регистрацията в църковните книги е включвала отразяване на настъпили събития по гражданското състояние на лицата – раждане, брак, разтрогване на брака и смърт. Само няколко години след Освобождението с Указ от 10 декември 1880 г. се утвърждава „Закон за забележване ражданията, женитбите и умиранията“. Съгласно този закон регистрите по гражданското състояние са се водели от енорийските свещеници, имамите и хахамите, които са задължавани да отбелязват в особен регистър всяко раждане, женитба и смърт. Какво обаче се случва в първото ОНС непосредствено след прочитането на тронното слово и обявяването на събранието за открито. Депутатът Горбанов пита:
| „ | Могат ли да се признаят за депутати тия лица между присъстващите, които ако и избрани, но нямат 30 години? | “ |

Когато чрез този въпрос се поставя директно проблемът за възрастта на депутатите и за това, че измежду присъстващите в първото ОНС има представители, които видимо не отговарят на конституционното изискване за притежаване на пасивното избирателно право, обвързано с „възраст по-горе от 30 години“, пръв най-яростният привърженик на конституционния буквализъм в лицето на Стефан Стамболов реагира, тъй като този въпрос се отнася главно до него и липсата му на пасивно избирателно право. Стефан Стамболов е роден в Търново на 31 януари 1854 г. и към откриването на I ОНС на 21 октомври 1879 г. е на 25-годишна възраст. От изказването на др. Цачев стават ясни и доказателствата за невъзможността на Стамболов да бъде народен представител:
| „ | ... Избираеми за представители са всички български граждани, които се ползват с граждански и политически права и са на възраст по горе от 30 години и да са книжовни (грамотни). Според сведенията, които имам от Търновския градски съвет, г-н Стамболов е на 25 години. Тези сведения са тука и са подписани от градския кмет..., от Георги Живкова (който е и приятел на Стефан Стамболов)... Три свидетелства от духовната семинария на град Одеса... | “ |

Други доказателства в подкрепа на това твърдение посочва Тодор Бурмов, който представя телеграма от Ректора на семинарията, че Стамболов е на 24 години.
| „               | „От Търново са станали списъци, по-младите, които подлежаха на набор и в тях се намира г-н Стамболов, означен 24 или 25-годишен. В списъкът за избирателите Стефан Стамболов е вписан учител, 30-годишен“. | “ |
| епископ Климент | |   |

Независимо от това, че в избирателните списъци е записан като 30-годишен и бивш учител, това отново не отговаря на конституционното изискване за възраст, защото чл. 86 предвижда възраст по-голяма от 30 години, а не точно 30 години. Изискването е съобразено с качествата, които трябва да притежава едно лице, за да бъде поставен на отговорното място на народния представител – достолепие, честност, морал и определена житейска зрялост. При избора на Стефан Стамболов трудно можем да кажем, че се открива, което и да било качество от гореспоменатите. Със самочувствие той прехвърля вината за избирането му върху гласоподавателите, защото „избирателният закон е за избирателите“ и едва ли не именно гражданите са били виновни за неговото избиране, защото той знае законите и „тежко и горко на ония от представителите, който е дошъл да нарежда закони на държавата ни и не знае основните закони и не си е поставил за длъжност да пази и уважава всичките закони“. Отново го репликира депутатът Горбанов:
| „ | ...не са виновни избирателите... „ония (като се опитва да ангажира съдебната наказателна отговорност по чл. 35 от ВПИППОНС за), които чрез лъжовни известия, клеветнически слухове или с други калпазански средства са поискали да измамят или са измамили гласоподаването на избирателите. | “ |

В краен резултат не само Стамболов показва липса на чувство за отговорност към избирателния корпус чрез прехвърлянето на цялата вина за избирането му върху народа, но и самото либерално мнозинство, което парадира за точното спазване на Конституцията – в с. 134 на Стенографските дневници на първото ОНС, не касира избора му, не го подлага на наказателно преследване за извършено престъпление по изборното законодателство, а приема избора му за законен и прави от Стамболов народен представител от Търновски окръг, Русенска околия на 25-годишна възраст.
Но тази констатация не се отнася само до Стефан Стамболов, същото важи и за Минко Радославов от Кесаровската околия, който е избран за депутат, въпреки че е на 28 години, Атанас Хранов от Дряновската околия, който е на 25 години, Н. Минков на 24 години – депутат от Сухиндолската околия, Петър Станчев от Ловчанския окръг, който е на 22 години, д-р Минчо Цачев на 28 години – депутат от Шуменски окръг, Константин Стоилов от Трънски окръг – 26-годишен и Илия Луканов от Трънски окръг.
Така в първото ОНС са приети за депутати 8 лица, които не могат да бъдат народни представители, поради противоречие на конституционното изискване за възраст. От всичките тези „не-депутати“, единствените, които имат доблестта да се откажат доброволно от мандата си поради наличието на конституционна пречка, са Илия Луканов и Константин Стоилов.
Тенденцията за приемане на народни представители, които да не отговарят на предпоставката възраст, се запазва и във второто, и в третото, и в четвъртото обикновено народно събрание. Дали поради преумора или поради неотдаване на достатъчно голямо значение на това конституционно изискване, защото „Конституцията може да решава на някои места“, е без значение, защото с това си действие народните представители допускат възможността гласоподавателите да вотират за лица, които Конституцията предвижда, че не може да ги представляват и води до нарушаване на политическите им права.
Всички конституции към момента на създаването на България съдържат определени ограничения за упражняването на активното и пасивно избирателно право под формата на различни цензове – образователен, имуществен и т.н. Едно от големите достойнства, което определя и демократичния дух на Търновската конституция, се корени именно в това, че такива ограничителни мерки спрямо избирателния корпус не съществуват.
Чл. 86, ал. 5 от Конституцията посочва изискването за книжовност или грамотност във връзка с упражняването на пасивното избирателно право, което само по себе си не представлява въвеждането на образователен ценз, а възможността за боравене с езика – четене, писане и разбиране във връзка с нормалното осъществяване на функциите на Народното събрание. Това е позитивен момент, предпазващ бъдещите парламенти от участието в тях на неграмотни представители, а че съществува опасност от това се вижда от факта на сравнително ниската степен на грамотност в голяма част от българското население в първите години след Освобождението. Именно от тази логика се ръководят бащите учредители при разглеждането на проекта за органически устав.
Никъде в Търновската конституция обаче не се споменава изрично, че грамотността, за която става въпрос, е грамотност на български език и че именно българският език е официалният език в Княжеството. Това твърдение можем да извлечем чрез тълкувателните способи, тъй като „целта на тълкуването е да се разкрие истинската воля на законодателя от времето на приемането на закона. А волята на законодателя е ясно изразена в подготвителните работи“ по обсъждането и приемането на Конституцията на Българското Княжество.

#### Приемане официалния език на Княжеството
В разрешаването на въпроса се намесва и Сергей Лукиянов, който подчертава, че съгласно Постановление от 4 септември 1878 г. Императорският комисар е прогласил за официален език на Княжество България именно българския, а по отношение на използвания език в рамките на Учредителното събрание, това се оставя на усмотрението на самото събрание.
Депутатът Греков доразвива мисълта си, като споделя, че след като българският език е прогласен от Императорския комисар за официален език в Княжеството, всички са длъжни да се съобразяват с това високо разпореждане.
Въпросът е подложен на гласуване и с мнозинство се приема българският език да бъде официален за Княжеството и същевременно да бъде работен език в събранието. По-късно в УС при обсъждането на предпоставките за притежаване на пасивно избирателно право и дискутирането на термина „грамотни“ и нейното квалифициране от страна на народния представител Чернев като „неопределена“, другите му колеги в лицето на депутата Стойчев го репликират, понеже „това се разбира, защото официалният език е българският, а колегата им Стоянов доуточнява, че с думата „грамотни“ подписващите разбират грамотни по официалния език и с това разискванията по отношение на грамотността и езика приключват. Текста на чл. 80 от руския проект, който кореспондира на чл. 86 от Търновската конституция, е приет с вишегласие.
От всичко изложено дотук волята на законодателя става ясна и непоклатима, а именно, че за официален език в Княжеството се счита българският и че грамотността на него е изискуемата книжовност по чл. 86 от Конституцията.
Оттук възниква въпросът как точно се отразява това положение върху политическите избирателни права на гражданите. На първо място се изказват опасения, че всеобщото избирателно право, признато на всички български граждани, ще бъде ограничено, тъй като събратята турци ще бъдат лишени както от активно, така и от пасивно избирателно право. Тези опасения са неоснователни, тъй като привременните правила за избиране на народни представители за първото ОНС предполагат неграмотност не само на турците, но и на българите. Във връзка с това и упражняването на всеобщото пряко активно избирателно право е предвидена възможността бюлетините да се попълнят с имената на даден кандидат-народен представител под диктовката на гласоподаващия, но от грамотно лице и то на официалния език (чл. 31 във връзка с чл. 16 от Временните правила).
По отношение на пасивното избирателно право на турските представители изискванията за книжовност, включваща писменото и говоримо владеене на български език, не би трябвало да представляват пречка, тъй като в съвместното съществуване на двата етноса комуникацията, търговията, междусъседските им отношения са се осъществявали нормално на говорим български и турски езици и малко или много лицата са владеели и двата езика сравнително добре.
Интересен е фактът, че с откриването на I ОНС депутатът Гобранов смята, че руският текст на Конституцията бил основен, а българският бил само превод. Затова трябвало да се прилага руският текст, нещо недопустимо за която и да било правна система и противоречаща на принципите на правото и конституционализма – преценка, която демонстрира липсата на конституционна традиция сред българското общество, но и не отчита основната функция на официалния език като мощен инструмент за интеграция на малцинствените групи, воля за извоюване на пълен суверенитет на Княжеството и не на последно място предпоставка за Съединението.

#### Дискредитиране на турското население
По отношение на провеждането на парламентарните избори в Силистренски окръг Окръжният съвет махнал турските депутати и на тяхно място сложили българи, които, макар и да били събрали по-малко гласове от турските си събратя, били грамотни за разлика от последните.
Шуменският окръжен съвет замества четиримата избрани турски депутати с български заради неграмотността им на официален език, като това станало въз основа на Предписание № 1556 на Варненския губернатор от 19 септември 1879 г.. Освен това в Русенския окръг бюлетините на турските избиратели са написани на турски и изборите били отменени, а в Русчушки окръг бюлетините били написани и на български, и на турски език едновременно. Депутатите касират само изборите в Русенски окръг и то не въз основа на турските бюлетини, които са недействителни според чл. 16 от Временните правила, а на други основания, вид нарушение на избирателните права на гражданите.
Въпросът за грамотността отново се повдига. Горбанов иска „понеже тука има събратя турци, които не знаят български..., то позволете им да говорят на турски. А Славейков застъпва тезата, че тъй като „те са грамотни на своя си език, като се приеха толкова други депутати турци, които са грамотни само на езика си, то мисля, че и те трябва да се приемат“. И двете предложения са приети.
Така болшинството от турските депутати, избрани от населението за представители в първото ОНС, не отговарят на изискването за книжовност както на Конституцията, така и на Привременните правила и не успяват да се включат адекватно и ползотворно в работата на Народното събрание. По този начин не само че не представляват ефективно избирателите си, но и се създават допълнителни усложнения във функционирането на Народното събрание и провеждането на заседанията му, като например раздаване на материали – Конституцията и Правилника за дейността на НС на турски език, нещо, което не е направено до петото заседание, осигуряването на превод за изказванията на тези депутати и др. А всичко това можеше да се избегне, ако по отношение на изборите и проверката им бяха спазени стриктно правилата на чл. 86 от Търновската конституция и разпоредбите на привременните правила, които в крайна сметка са създадени, за да обезпечат политическите права и свободи на гражданите.
Не на последно място чл. 86 във връзка с чл. 65 от Конституцията поставят изискване на българско гражданство както с оглед на притежаването на пасивно избирателно право, така и по отношение на заемането на държавна служба. Това конституционно решение е утвърдено, уповавайки се на политическата логика за самостоятелното функциониране на Княжеството и опазването му от превръщането му в проводник или провинция на чужда държавна политика, като се изключи участието на чужди граждани в народното събрание и държавните служби.

#### Съставяне на Бурмовото правителство
Първият български кабинет, избран от Негова Светлост, назначен с Указ № 1 от 5 юли 1879 г., включва представителите на Консервативната партия, начело с министър-председателя Тодор Бурмов, който едновременно е министър на вътрешните дела и управляващ министерството на народното просвещение до 26 юли 1879 г., когато на тази позиция встъпва д-р Георги Атанасович.
За министър на външните дела и изповеданията князът назначава Марко Балабанов, Григор Начович е избран за министър на финансите, на Димитър Греков е поверено министерството на правосъдието. Всичките те са високо квалифицирани специалисти в различни области, притежаващи забележителна биография, български граждани са и освен назначението си от княза, получават депутатски места от първите избори за народни представители. Така Бурмов е избран от Габровска околия – околия Бичка, Самоковски окръг – околия Боичин, Варненска губерния – Шуменски окръг, Кюстендилски окръг, първа околия и Русчушки окръг. Георги Атананович е народен представител от Софийска губерния – Дупнишки окръг. За Марко Балабанов гласуват от околия Росоман, Самоковски окръг – околия Боичин, Варненска губерния, окръг Хаджиоглу Пазарджик и Русчушки окръг. Димитър Греков са избрали от Русчушки окръг. За военен министър князът избира ген. Пьотър Паренсов, който е руски поданик във Волгоградска губерния. Завършва Пажеския кадетски корпус и Руската военна академия – образование и качества, които несъмнено го правят подходящ за този пост, с изключение на едно – липсата на изискуемото българско гражданство. И независимо че изпълнителната власт принадлежи изцяло на княза (чл. 12 във връзка с чл. 149 от Конституцията, както и че назначаването и уволняването на министрите се извършва от княза, Негова Светлост постига две цели с назначаването на първия кабинет – на първо място налага практиката в Министерския съвет да се включват лица, които не участват в партията, която е спечелила изборите, но и двама от тях не са народни представители, а на второ – стремежът на княза да доминира в изпълнителната власт чрез назначаването на руснак за военен министър.
По този начин се игнорира правилото не само на чл. 65 от Конституцията, който изисква наличие на българско гражданство, като предпоставка за заемане на държавна или обществена служба, но и правилото на чл. 66, който предвижда изключения от горното правило само при изричното разрешение на Народното събрание. С тази политика се създават основите на включването на чужденци в упражняването на държавната политика на Княжеството, които в един по-късен етап ще се обърнат срещу главния си проводник – Александър I Батенберг и не само, че ще настроят както княза, така и част от обществото срещу себе си, като в краен резултат това ще коства престола на хесенския херцог.
В Народното събрание се повдигат въпроси от страна на либералното мнозинство чрез Стефан Стамболов, който атакува както министър-председателя Бурмов – обвинявайки го, че е руски гражданин, така и министър Греков, обявявайки го за румънски гражданин, като същият опит прави и против Евлоги Георгиев. Стамболов обвинява консервативното правителство в неконституционни методи в своята политика и че самият министър-председател, бидейки чужд гражданин, няма право да бъде член на народното събрание. Претенциите си към тези народни представители Стамболов повдига отново по време на единствената сесия на първото ОНС, но този път след като противоконституционното му избиране за народен представител е вече факт. Може би и това му дава повече сигурност, устрем и склонност към нападения над колегите му. В крайна сметка така поставените обвинения в липсата на българско гражданство се оказват неоснователни, но отнемат много време от работата на народното събрание, пропиляно в излишни разисквания.
В чл. 131 и 132 от Конституцията и прилагането им в I обикновено народно събрание четем: „След определяне на изборните резултати избраните кандидати за народни представители придобиват депутатски мандат, но Народното събрание все още не съществува като орган. Едва след свикването му на първо заседание и извършване на определени действия, предвидени в Конституцията (произнасяне на тронното слово и полагането на клетва), избраните народни представители се конституират в орган и могат да осъществяват принадлежащите им правомощия. Конституирането е началният момент, от който започва да функционира новоизбраното Народно събрание.
Така чл. 131, 132 от Търновската конституция предвиждат, че преди отваряне на събранието всичките му членове в едно време, според обредите на вярата си, полагат клетва. Духовните лица от своя страна се обричат тържествено да вършат всичко по съвест, като имат пред очи само общото благо на държавата и Княза, т.е. както духовниците, така и цивилните избрани народни представители дават клетва пред Бог (в зависимост от вероизповеданието си), с което действие се осъществява и последният елемент от фактическия състав по избирането на лицата за народни представители – част от пасивното им избирателно право, като в същото време с този акт се извършва конституирането на Народното събрание. В своите разсъждения по отношение на клетвата Стефан Стойчев я определя като императивно формулиран акт с определени юридически последици, отказът от който води до отказ от мандат.
С решение на КС № 1 от 1992 г. отказът от клетва лишава народния представител от възможността да упражнява своите пълномощия, но запазва мандата му. В същото време съдържанието на мандата на народния представител се изразява в неговите пълномощия, затова Народното събрание не може да функционира щом депутатите в него не могат да упражняват пълномощията си. Това показва важността на клетвата и изпълнението на чл. 131 и чл. 132 от Конституцията в първото ОНС.
Така непосредствено след прочитането на тронното слово на княз Александър I при откриването на първото обикновено народно събрание под клетвения лист, след произнасянето на съответните клетви за християните и мюсюлманите, той се подписва от 89 депутати.
Ако вземем предвид броя на депутатите, които са избрани в повече от една околия, ще установим реалния брой на народните представители в Първото народно събрание, т.е. от всички тези депутати, избрани в повече от едно място и съгласно Временните правила, според които те трябва да изберат само едно място, на което да бъдат представители, излиза, че се освобождават общо 21 места от общата численост на 164 избрани депутати и следователно реалният брой на депутатите, присъстващи в Народното събрание, възлиза на 134 народни представители.
Уточняването на истинския брой на депутатите се налага, за да посочим, че от 134 души общ брой народни представители само на 89 е предоставена възможността да положат клетва. На останалите 45 това de facto е отказано.
Когато в третото заседание на I ОНС председателят Каравелов се обръща с думите:
| „ | Ония господа, които са дошли после прочитането на списъка, нека си кажат имената, а които не са записани в каталога, нека дойдат да се запишат | “ |

той призовава депутатите да се подпишат под клетва, която не са дали, като обяснява, че
| „            | това е само за сега, после може да им се вземе клетва | “ |
| П. Каравелов |                                                       |   |

Така се извършва сериозно нарушение както на пасивното избирателно право на народните представители, така и нарушение спрямо активното избирателно право на гласоподавателите. Защото от една страна не дава възможност на народните представители да завършат фактическия състав по избирането си, като нарушава формално установено и императивно закрепено конституционно правило, водещо до недействителността на избора им за депутати, а от друга – незачитане на вота на избирателния корпус и погазване на изразената народна воля дадено лице да бъде депутат. Това явление се повтаря и в седмото заседание, когато записването без клетва продължава.
Чак в четиринадесетото заседание на останалите 45 неподали клетва депутати се дава тази възможност, но като се има предвид, че общият брой на заседанията на I ОНС е 24 и че в периода от третото до двадесетото заседание се правят проверките на законността на изборите, първата констатация е, че през почти цялото време на съществуването на това Народно събрание 45 от депутатите в него са били оставени без мандат и не са имали право да упражняват правомощията си и второ – при положение, че са били лишени противоконституционно от правомощията си, как тогава са извършвали правновалидни проверки на изборните резултати и са участвали във формирането на кворум за провеждането на пленарните заседания.
Изводът е, че невъзможността на 45 народни представители да положат клетва, е сериозен противоконституционен и порочен прецедент, насочен пряко към политическите права на гражданите от гледна точка на лишаване от депутатски мандат заради неспазване на формалните изисквания на чл. 131 и 132 от Конституцията и некоректно отношение към волеизявлението на избирателите български граждани.
Резултати от проверката на изборите за народни представители в първото обикновено народно събрание: „Предизборната кампания, агитацията, обиколките събранията, речите, дискусиите във вестниците и прочее са мното активни и от двете страни... Подкупване на избирателите така, както се разбира в Западна Европа, няма и е много малко вероятно да придружава българските избори. И двете партии с похвален такт избягват да намесват името, действията или намеренията на Негово Височество в дискусиите. Но „... по-голямата част от населението няма понятие от традиционните избирателни процедури на демократичното управление: „... Нашият избирател и особено този, който очаква да играе активна роля, става много възбуден в навечерието на изборите. Той е обхванат от яростни пристъпи и странно чувство, подобно на душевно опиянение, което често ако не винаги, е придружено от пълно впиянчване“.
Независимо от сериозната либерална агитация чрез обещания за отмяна на всички данъци в държавата, която довежда до съкрушителната им победа, избирателната активност на населението е много ниска – само 32%.

#### По време на изборния ден
В този дух започва провеждането на първите редовни парламентарни избори за представители за законодателното I ОНС. Подсилен от употребата на игли, лют червен пипер и преки нападки срещу политическите опоненти, самият изборен ден протича емоционално и колоритно до такава степен, че Христо Стоянов възкликва:
| „ | Може да са станали някои злоупотребления, както всички знаете, че има такива... Ний знаем, че както частните хора избиратели, така и самата администрация на много места е повдигнала процеси | “ |

Съгласно Временните правила органът, притежаващ компетентност по проверката им за правилност и законосъобразност, е Народното събрание. Въпреки призивите на Негово Височество по отношение на необходимостта от стриктност и експедитивност в работата на законодателното народно събрание единствената работа, която успява да свърши това събрание в рамките на краткото си съществуване, е проверката на изборните процес и резултати.
Самата организационна работа на събранието е смутена поради неорганизираността на администрацията, която не спазва разпоредбите на Привременните правила за незабавното изпращане на протоколите от изборите на Народното събрание за проверка непосредствено след приключването им. Така например към дата 3 ноември 1879 г. Народното събрание все още не разполага с пълните дневници от всички избирателни околии и реално не може да започне извършването на проверките им. Към датата на отварянето му в Народното събрание са били налични 1/5 от протоколите. Възниква основателният въпрос как може да бъде извършена проверката на пълномощията на народните представители, тъй като липсва информация на какво основание са избрани конкретните лица, от кой окръг, отговарят ли на конституционните изисквания за притежаване на пасивно избирателно право. Повечето от депутатите са били известени с телеграма, че са избрани за народни представители и не притежават законоизискуемите свидетелства от околиите, че са избрани, а в същото време:
| „            | Последните избори са станали на 3 октомври, а днес имаме трети ноември. И от Китай да бъдат, с пощата щяха да дойдат | “ |
| Хр. Стоянов. | |   |

Това е един изключително дълъг и неспазен срок от страна на административните служби, който принуждава НС да започне тромаво проверките на изборите.
От проверките на изборния процес и изборните резултати се установяват следните нарушения, водещи до прякото засягане на политическите права на гражданите:
На първо място, въпреки императивно формулираното законово изискване за точното отбелязване в протоколите от изборните секции на броят на избирателите и гласоподавателите, преобладаващата тенденция е това да не се прави под предлог, че на болшинството от местата изборите са се произвели от втория път и изискването за наличие на ¼ от гласовете на избирателите не важи.
Така в Търновски окръг, Русенска околия в официалните протоколи липсват данни за броя на гласоподавателите, същото се отнася за Лесовска околия, Дряновска околия, Сухиндолска околия, Ловчански окръг, Троянска околия, Дерменска околия, Желенска околия, Видин, Ряховски окръг, Варна, Бучинска околия, околия Новоселци, околия Боичин, окръг Радомир, Трънски окръг, Свищов, Ески Джумайски окръг и Еленски окръг.
На много места в избирателните дневници липсва общият брой на избирателите, като това е независимо дали изборите са проведени от първи или втори път. Това явление наблюдаваме в Габровска околия, Акчарска околия, Кулска околия, Врачанска околия, околия Чирен, окръг Балчик, Силистренски окръг, околия Малашевци, околия Росоман, Варненска губерния и Трън.
Има и трети вид дневници, изпратени от изборните бюра. Те са интересни с това, че в тях не са посочени както избирателите, т.е. лицата, отговарящи на конституционните изисквания за притежаване на активни избирателни права, така и броят на гласоподавателите, или лицата, които са упражнили правото си на глас. Това се отнася за Ломски окръг, околия Старо село, околия Орхание, Тетевенска околия, Боготска околия, Провадийски окръг, Дупнишки окръг Кюстендилски окръг и Русчушки окръг.
Както се вижда от горецитираните данни, това неспазване на привременните правила е масово и предизвиква проблеми, свързани с нарушаването на политическите права на българските граждани.
При отварянето си всяка избирателна секция разполага с поименните списъци на лицата, имащи право да вотират в тях. Когато не са предоставени данни за лицата, упражнили правото си на глас в конкретно избирателно бюро, веднага се поражда съмнението за манипулация на изборния резултат, защото при липса на точен брой на гласоподавателите този брой може да се измени с цел преиначаване на резултата както във възходяща посока, така и в низходяща. По този начин се възпрепятства извършването на реална и обективна проверка относно достоверността на окончателния резултат от вота, както и да се констатира фактическото вишегласие за даден кандидат. Още повече, че всеки гласоподавател има конституционно установената и законо утвърдената възможност да гласува само по веднъж. Липсата на определяне на точния брой на гласоподавалите предполага заобикаляне на това правило в името на неправомерното спечелване на изборите от конкретна политическа фракция, представителите на която са завладяли съответното избирателно бюро.
Същото манипулиране на изборните резултати може да се постигне чрез липсата на информация за общия брой на избирателите, тъй като, когато той не е установен, може да се окаже, че даден кандидат за народен представител е спечелил вота с резултат, надхвърлящ броя на избирателите.
Още по-фрапиращо е нарушението на чл. 19 от Временните правила, тъй като при липса на точен брой на избирателите не може да се прецени дали изборите са произведени законно при провеждането им за първи път или се налага повторно гласуване.
С тези си действия администрацията, а по-късно и самото Народно събрание, което ги потвърждава за законни, нарушават активното избирателно право на българските граждани, като едва ли не стават съучастници в една манипулация на народния вот и неотчитането на реалната народна воля във връзка с управлението на Княжеството.
Друго нарушение на правата на българските граждани по отношение на така проведените избори е неспазването на чл. 3 и 4 във връзка с чл. 12 от Временните правила. Първата констатация за това нарушение се съобщава с Рапорт от 4 октомври 1879 г. на Георги Иванов. Чрез подобно „колективно“ поднасяне на бюлетините в избирателното бюро се нарушава принципа за проверка за наличието на даден гражданин в избирателния списък – чл. 11 на Временните правила; не може да се установи броят гласувания на дадено лице – създава се невъзможност точно и коректно да се отбележи всяко гласувало лице и най-важното: не може да се установи дали тези бюлетини наистина съдържат волеизявлението на гласоподавателя или са съставени по престъпен начин, целящ спечелването на изборите от точно определен кандидат, за когото избирателят не подозира че е гласувал, ако изобщо е упражнил правото си на глас. Абсурдността на ситуацията се дообогатява с факта, че независимо от незаконността на така проведените Сухиндолски избори, те не са отменени: Приказ, обявен от Губернатора и цитиран от Стамболов:
| „             | Търновския съвет, като осъзна, че на основание чл. 24, че губернаторът не е компетентен да развали изборите, защото само народното събрание може да направи това, заяви на гн. Министъра на вътрешните дела по телеграфа. | “ |
| Ст. Стамболов | |   |

Министърът отговори:
| „         | Подчинявайте се на по-голямата от вас власт | “ |
| Т. Бурмов |                                             |   |

и така се признаха всички избори в Търновски окръг, според приказанието на г-на Губернатора са незаконни.
Народният представител Славейков подвежда депутатите, като подчертава:
| „            | Администрацията ли трябва да вярваме, когато видим, че всичко е побъркано или от точната проверка трябва да вярваме за точност тъй и правилността на изборите? Аз мисля, че трябва да вярваме на последното, защото сме чули, че на едно място гласовете не са забележени, на друго място са вършени изборите колективно, на трето място е даден избираният под съд. Сега аз не зная как ще можем да не осъдим администрацията. Затова ние сега не правим интерпретация, а разправяме изборите на Народното събрание и всички, които слушат, ще видят, че умишлено са разбъркани изборите. | “ |
| П. Славейков | |   |

В резултат на което не само че изборите не са обявени за незаконни, но напротив – приемат се за редовни от Народното събрание.
Прилагането на чл. 7 от Временните правила гласи: Други административни пречки във връзка с реализацията на изборите възникват по повод разделянето на околиите на окръзи „поради местни нужди и за улеснение на избирателите“ съгл. чл. 7 от Временните правила. От габровци постъпва протест срещу незаконното разделяне на окръга, тъй като „градът няма 2000 къщи“, както и нарушаване на личната неприкосновеност на гражданите, установена с Конституцията. С тези си действия администрацията не само не улеснява изборите, но съзнателно създава пречки за упражняването на активно избирателно право от страна на жителите на Габровския окръг, чрез преместването на изборните бюра от центъра на града в околностите, което само по себе си е подействало демотивиращо на избирателите, както и подвеждането под съдебна отговорност и осъждането без законово основание на членовете на бюрото, защото са дръзнали да критикуват незаконното разделяне на окръга на околии.
Независимо от нарушенията Народното събрание приема изборите и в Габрово за законни, с което утвърждава политиката си на демонстративно незачитане на политическите права на българските граждани.
Така в Ломски окръг, въпреки че окръгът е бил разделен на околии, изборите са проведени колективно, като всяка околия е подавала гласове за три лица. В Ряховски и Провадийски окръг се случило същото. В Окръг Силистренски три околии гласували едновременно. И трите околии са избрали изведнъж всичките избирателни представители. Окръжният съвет събрал после всички гласове и провъзгласил тия, които са имали най-много гласове. Тъй като от избраните Идризооглу Ахмед, Хасан Махмудов, Афус Билял и Ахмед Ефенди са неграмотни по официалния език и затова са заменени от други кандидати, притежаващи грамотност. Така и не става ясно дали силистренските избори са приети от Народното събрание.
С този вид гласуване се обезсмисля разпоредбата на чл. 7 и същевременно се нарушава одобрената заповед на окръжния съвет за разделението на окръзите. Нарушаване има и по отношение на чл. 12 във връзка с чл. 16 от правилата, тъй като за всяка околия има определен брой народни представители, за които трябва да се гласува, но в същото време чрез нерегламентираното обединение се вотира от страна на гласоподавателите за повече кандидат-депутати – общият брой за окръга, а не според броя за околията. Следователно ако се приложи правилото на чл. 16 посочените кандидати в повече трябва да се заличат, а това не е направено и води до различна калкулация в получените гласове за народните представители, което ощетява самите тях.

### Нарушаване гражданските и политически права на народните представители
Във връзка с изборите във Видински окръг в Народното събрание е приложена бележка от Председателя на Окръжния съвет до Видинския губернатор относно лицето Танас Безериян, който е избран от Видинската околия за това, че е неграмотен и осъждан на два месеца затвор.
Установява се, че народният представител е затворен на 69 дни без присъда, което е нарушаване освен на личната му неприкосновеност, така и на имунитета му на народен представител, предвиден в чл. 96 от Конституцията на Княжество България, а грамотността му се потвърждава от преосвещеник Мелетий и Илия Цанов, затова Видинските избори се приемат за законни.
Врачански окръг, околия Чирен във връзка с избирането на Кънчо Иванов и Георги Петков, Окръжният съвет прави постановление, с което определя, че те не могат да бъдат избираеми, защото били наказани – единият на една година, а другият на повече от една година затвор и затова постъпило разпореждане за провеждането на втори избори, които не успели да се състоят. На 7 октомври, когато била определена датата за вторите избори, три лица – Гено Иванов, Тончо Лилов и Тодор Стоянов – подбудили населението да не гласува. Изборите отново са приети за законни.
В Разградски окръг, Заветска околия, депутатът Бърнев е задържан от местната власт в качеството му на дописник на в. „Българин“. Осъден е на 500 франка глоба, същото се е случило с Г. Караначев, Драган Цанков.
От Никополски окръг, Брестенска околия, постъпва заявление от населението, че „Флори Тодоров е бил при бившото турско правителство постоянно под затвор за разни злоупотребления, за което не може да бъде член на бюрото. Агитира румънското население да гласоподава за него. Създава метежи и бунтове между население, дошло да гласува“. На негово място бюрото поставя Филип Маринов, като имаме наличие на интересно гласоподаване – както „за“, така и „против“ даден кандидат. Председателят на бюрото Велчо Лилов печели изборите с 543 „за“ и 302 „против“, Флори Тодоров получава 235 гласа „за“ и 620 „против“, а съгласно чл. 3 премахва Флори Тодоров и го замества със следващия след него Филип Маринов с 412 „за“ и 628 „против“. Като интересното е, че лицето, с което е заместен кандидат-депутатът Тодоров всъщност от посочените данни е спечелил повече гласове от противника си и би следвало именно Маринов да е избран за депутат, а не да го заместват. Този също е член на бюрото.
Въпреки метежите, които предизвиква в изборния ден и по този начин нарушава изборното законодателство, Флори Тодоров е предаден на съд съгласно чл. 38 от Временните правила, в същото време е заместен от кандидат с повече гласове от неговите. Така г-н Тодоров е утвърден от Народното събрание, като законно избран народен представител.
При провеждането на вторите избори бюрото чете само имената в бюлетините, различни от името на Кършовски, като съзнателно го изпускат. Пращат телеграма до министър Бурмов и Греков за нарушенията и затова го арестуват. Вечерта го отпращат до дома му, където го държат под домашен арест. След телеграмата отново го арестуват и е съден на 17 октомври за докачение на честта. Така излиза, че общо 7 лица са нарушавали изборния процес в Провадийски окръг и при постигнато мнозинство от 514 гласа за Кръшовски на първите избори не може да се установи дали той ги печели поради липса на посочен брой на избирателите и гласоподавателите. В същото време бюрото подвежда под съдебна отговорност само Кръшовски, но не и останалите шестима, които нарушават изборния процес. По този начин бюрото игнорира пасивното избирателно право на Кръшовски, нарушавайки както чл. 39 от Временните правила, така и чл. 86 от Конституцията, защото за да бъде лишено дадено лице от граждански и политически права трябва да е осъдено с влязла в закона сила присъда, а не просто да бъде подсъдим. Либералното мнозинство в Народното събрание отново потвърждава Провадийските избори и то във варианта им, посочен от избирателното бюро, като по този начин за пореден път игнорира политическите права на гражданите.
Чл. 13 от Временните правила за избирането на представителите за I обикновено народно събрание предвиждат времетраенето на изборния ден, като в ал. 1 изрично се посочва, че бюрото се отваря за гласоподаване в 7 часа сутринта и се затваря в 15 часа следобед. Веднага след това се пристъпва към преброяването на получените гласове. На практика не навсякъде това правило се спазва. Така, например, в Софийска губерния, в града София при провеждането на втори избори има постъпил протест от Еврейската община, в който се казва, че не им се позволило да гласоподават, защото са пристигнали когато кутията се била отворила. Йордохайм Хаим получил 320 гласа, но на негово място сложили друг депутат. Конкретното нарушение на избирателното бюро се корени в това, че изборната секция се отваря с един час по-късно от законопредвидения, т.е. в 8 часа сутринта и се е затворила в 15 часа следобед, като по този начин не е осигурен законовият 8-часов избирателен ден, а е незаконно намален с един час. По този начин на гражданите пристигнали да гласоподават сутринта, това е било отказано до 8 часа, а на тези, дошли в диапазона между 3 и 4 часа следобед, за да гласоподават, пак е било отказано под предлог, че избирателната кутия вече е отворена и е започнало преброяването на гласовете, по този начин представителите на еврейската общност са били лишени от упражняването на активното си избирателно право. Извършването на това нарушение не само на политическите, но и на гражданските права и свободи на представителите на конкретна етническа общност предизвиква министър Атанасович да сподели, че въпреки определените дни и часове за изборите „на някои места се е избирало в неделя и се е продължавало в понеделник, вторник и пр.“ Такъв пример за нарушаване на изборния процес във връзка с времетраенето на изборния ден наблюдаваме в Русчушки окръг. Там изборите се състояли на 30 септември, а подписването на протоколите станало на 11 октомври, като един ден преди това трима от членовете на бюрото подават оставка по всяка вероятност заради несъгласие с извършените действия по проверката на изборите.
Тези факти предизвикват сериозни подозрения за манипулация на вота на избирателния корпус не само в Софийско, но и навсякъде другаде, където е установена подобна практика и въпреки незаконността на тези избори Народното събрание пак ги приема за законни и редовни.
Липса на нормативна уредба за провеждането на изборите се установила в Трънски окръг, който преди провеждането на изборите за народни представители за I ОНС е обявен във военно положение и само част от територията му влиза в състава на Княжеството. Тъй като не получили привременните правила при провеждането на изборите са се ръководили от статии, публикувани във вестниците във връзка с изборния процес. Това е причината, поради която в протоколите от бюрата не е упоменат броят на избирателите и не може да се прецени дали първите проведени избори отговарят на законовото изискване на получени минимум ¼ от гласовете на всички избиратели за даден кандидат.
Депутатът Даскалов пояснява: Трън е бил извън границата на Княжеството почти до август месец. Има много къщи в границата, а нивите им останали извън нея. Изборите се провели колективно. Околийският началник не е получил избирателния закон, а времето за първи и втори избори е минало.
По този начин отново се демонстрира административната неорганизираност, породена по всяка вероятност от първото към момента провеждане на демократични парламентарни избори, които могат да се назоват по всякакъв друг начин, но не и като еманация на демократичния конституционен дух. На второ място, анализирайки изказването на Даскалов, можем да направим основателното предположение, че Трънските избори са се провели на различни дати от оказаната с княжеския указ, тъй като са извършени след като минала датата и на първите, и на вторите избори. По този начин се отнема прерогативата на княза да свика избирателите за гласоподаване с княжески указ, какъвто опит впрочем прави Народното събрание по отношение на не произведените севлиевски избори, за провеждането на които насрочва дата 5 ноември 1879 г.
Така поради преумора или невнимание Народното събрание не взима отношение по незаконността на тези избори и продължава нататък с проверката на останалите окръзи. Но липсата на предоставена нормативна уредба, чрез която да се гарантира опазването и законосъобразността на политическите права на българските граждани, представлява порочно действие на администрацията и отново води до нарушаването на избирателните права на гражданите.
Определянето на членове на избирателното бюро се извършва съобразно разпоредбата на чл. 8 от Временните правила. Тя предвижда съставът на бюрото да включва председател, четирима членове и двама писари, които се избират с вишегласие измежду присъстващите избиратели.
От проверката на изборите установяваме, че от Провадийски окръг постъпва заявление от Бюрото, в чийто състав влиза Тестеджили Мустафа, който е едновременно член на бюрото и избран за народен представител.
По същия начин изборите, проведени в Никополски окръг, Брестенска околия, доказват недалновидността на това законодателно решение. Съставът на бюрото в тази околия е председател Велчо Лилов и членове Марио Бешов, Филип Маринов, Войно Нуков, Флори Тодоров. От тях за народни представители са избрани както председателя на бюрото – Велчо Лилов, така и Флори Тодоров. Последният е заменен от друг член на избирателното бюро – Филип Маринов. От така поднесената информация излиза, че председателят и поне двама от членовете на избирателното бюро в същото време са били кандидати за народни представители и са спечелили изборите с мнозинство. Този факт основателно поставя под съмнение обективността в упражняването на контролна функция по изпълнението на изборите от страна на бюрото, както и евентуална манипулация в изборните резултати. Затова текстът на чл. 8 от временните правила не е съставен по начин, които да изключва конфликт на интереси от страна на членовете на бюрото и гласоподавателите, а по този начин, въпреки че законът не е нарушен по никакъв начин, се дава възможност за злоупотреби, които водят до нарушаване на активното избирателно право на гражданите.
Единствените избори, които са касирани от първото ОНС, независимо от „подозрителната“ законност на всички останали, са изборите от Русенски окръг. Оттам постъпва Протест № 29 / 20 октомври 1879 г., тъй като бюлетините на турските избиратели били на турски език и се прогласили изборите за недействителни съгласно временните правила. На 7 октомври се произвели вторите избори и „при тия избори свободата на избирателите се ограничи чрез раздаването от жандармите и кметовете на готови турски бюлетини, които заповядвали щото непременно да бъдат избирани лицата, записани на раздадените бюлетини“.

### Завършване на проверката и резултат
Така завършва проверката на първите парламентарни избори от страна на Народното събрание. От всички изложени факти и констатациите по тях може да се установи, че нарушаването на избирателните права на българските граждани се извършва и от двете политически фракции, било то поради липса на установени конституционни традиции на българска почва, било то в името на защитата на собствените им интереси във връзка с усвояването на властта, било поради липса на демократична еволюция на обществото към момента на провеждането на тези избори. До каква степен тези именно избори са опорочени от безредици е трудно да се каже. Най-доброто доказателство, че правителството не е използвало незаконен натиск в по-значителна степен е фактът, че опозицията печели с преобладаващо мнозинство.
Всички тези причини, разгледани кумулативно, както и стремежът за лично самоутвърждаване като държавен глава на княз Александър I, за кратък период от време затвърждават консервативната преценка за необходимост от промени в Конституцията и ограничаването на правата и свободите на гражданите в името на постепенното им еволюционно утвърждаване и правилно прилагане както от страна на административните власти и Народното събрание, така и от страна на самите граждани. По този начин се ражда идеята за проект за изменение на Търновската конституция и работата по изготвянето му е възложена на консерватора Константин Стоилов.

## Гласове

### Таблица на общия брой на гласовете
Изборите печелят партията на Либералите с над 70%.
| Партия                            | Вот     | %      | Места | +/- |
| --------------------------------- | ------- | ------ | ----- | --- |
| Либерална партия                  | 224 134 | 82,28% | 130   |     |
| Консервативна партия              | 48 270  | 17,72% | 28    |     |
| Невалидни/празни бюлетини         |         |        | –     |     |
| Общо                              | 272 404 | 100%   | 158   |     |
| Източник: Дневници на Първото ОНС |         |        |       |     |

### Таблица на избраните народни представители
|                                                                 | депутат                       | получени гласове | брой избиратели | брой гласоподаваатели | забележка |
| --------------------------------------------------------------- | ----------------------------- | ---------------- | --------------- | --------------------- | --- |
| Търновска губерния, Търново                                     |                               |                  |                 |                       | |
| 1.                                                              | Петко Каравелов               | 501              | 715             | ?                     | Липсва общият брой на гласоподавателите |
| 2.                                                              | Петко Славейков               | 456              | 715             | ?                     | |
| Търновска губерния, Търновски окръг, Русенска околия            |                               |                  |                 |                       | |
| 3.                                                              | Попдраганов                   | 1366             | 1368            | ?                     | |
| 4.                                                              | Драган Цанков                 | 843              | 1368            | ?                     | |
| 5.                                                              | Стефан Стамболов              | 845              | 1368            | ?                     | Нарушение на чл. 86 ТК, 25-годишен |
| Лесовска околия                                                 |                               |                  |                 |                       | |
| 6.                                                              | Климент Браницки              | 540              | 658             | ?                     | Липсва броят на гласоподавателите |
| 7.                                                              | Александър Бурмов             | 511              | 658             | ?                     | |
| 8.                                                              | Георги Бошнаков               | 280              | 658             | ?                     | |
| Кесаровска околия                                               |                               |                  |                 |                       | |
| 9.                                                              | Минко Радославов              | 924              | 1053            | ?                     | Нарушение на чл. 86 ТК, 28- годишен |
| 10.                                                             | Осман ефенди                  | 718              | 1053            | ?                     | |
| Плаковска околия                                                |                               |                  |                 |                       | |
| 11.                                                             | Климент Браницки              | 1573             | 1645            | ?                     | Липсва числото на гласоподавателите |
| 12.                                                             | Петко Славейков               | 845              | 1645            | ?                     | |
| Дряновска околия                                                |                               |                  |                 |                       | |
| 13.                                                             | Петко Славейков               | 565              | 611             | ?                     | Липсва числото на гласоподавателите |
| 14.                                                             | Атанас Хранов                 | 561              | 611             | ?                     | Нарушение на чл. 86 ТК, 25- годишен, с. 136 |
| 15.                                                             | Петко Каравелов               | 426              | 611             | ?                     | |
| Сухиндолска околия                                              |                               |                  |                 |                       | |
| 16.                                                             | Никола Минков                 | 3386             | 3755            | ?                     | Нарушение на чл. 86 ТК, 24- годишен, с. 138 |
| 17.                                                             | Георги Странски               | 2272             | 3755            | ?                     | Липсва числото на гласоподавателите, бюлетините са подадени на- куп |
| 18.                                                             | Христо Савов                  | 1761             | 3755            | ?                     | |
| Сухиндолска околия                                              |                               |                  |                 |                       | |
| 19.                                                             | Петко Горбанов                | 290              | 408             | ?                     | |
| 20.                                                             | П. Кънчев                     | 258              | 408             | ?                     | |
| Габровски окръг, Габровска околия                               |                               |                  |                 |                       | |
| 21.                                                             | Иван Гюзелев                  | 174              | 244             | ?                     | Липсва броят на гласоподавателите |
| Околия Златака                                                  |                               |                  |                 |                       | |
| 22.                                                             | Г. Ковалджиев                 | 107              | ?               | 183                   | Липсва броят на избирателите |
| Околия Бичка                                                    |                               |                  |                 |                       | |
| 23.                                                             | Тодор Бурмов                  | 351              | 439             | ?                     | министър-председател и министър на вътрешните работи; Липсва броят на гласоподавателите, неправилно разделени окръзи, съдени и затворени членове на бюрото без присъда |
| Ловчански окръг, 2-ри избори                                    |                               |                  |                 |                       | |
| 24.                                                             | Петър Станчев                 | 583              | 603             | ?                     | Чл. 86 ал. 4 ТК/, 22-годишен |
| 25.                                                             | Атанас Кънчев                 | 297              | 603             | ?                     | |
| 26.                                                             | Георги Тишев                  | 223              | 603             | ?                     | |
| Ловчански окръг, Троянска околия, 2-ри избори                   |                               |                  |                 |                       | |
| 27.                                                             | Цочо Спасов                   | 259              | 412             | ?                     | Липсва броят на гласоподавателите |
| 28.                                                             | Ранко Иванов                  | 226              | 412             | ?                     | |
| Ловчански окръг, Дерменска околия, 2-ри избори                  |                               |                  |                 |                       | |
| 29.                                                             | Георги Тишев                  | 923              | ?               | 995                   | Липсва броят на избирателите |
| Ловчански окръг, Желенска околия                                |                               |                  |                 |                       | |
| 30.                                                             | Васил Хаджипетров             | 391              | 976             | ?                     | Няма брой на гласоподавателите |
| Видинска губерния, Видин                                        |                               |                  |                 |                       | |
| 31.                                                             | Илия Цанов                    | 439              | 460             | ?                     | Няма брой на гласоподавателите при първите избори и не се знае дали отговарят на изискването на ¼                                                                      |
| 32.                                                             | Танас Безериян                | 637              | 3882            | 637                   | Неграмотен и осъден според прибавката на чл. 99 от НЗ на 2 м. затвор                                                                                                   |
| 33.                                                             | Петко Каравелов               | 633              | 3882            | 637                   | Неграмотен и осъден според прибавката на чл. 99 от НЗ на 2 м. затвор                                                                                                   |
| Видински окръг, Акчарска околия, при 2-ри избори                |                               |                  |                 |                       | |
| 34.                                                             | Младен Цеков                  | 1062             | ?               | 1090                  | Липсва броя на избирателите |
| 35.                                                             | Цеко Петков                   | 888              | ?               | 1090                  | |
| Видински окръг, Кулска околия, 2-ри избори                      |                               |                  |                 |                       | |
| 36.                                                             | Петко Каравелов               | 403              | ?               | 639                   | Неизвестно число избиратели |
| Белоградчишки окръг, Околия Рабиша, 2-ри избори                 |                               |                  |                 |                       | |
| 37.                                                             | Рангел Костов                 | 702              | 2604            | 1394                  | |
| 38.                                                             | Танас Безериян                | 635              | 2604            | 1394                  | |
| Белоградчишки окръг, Белоградчишка околия, 1-ви избори          |                               |                  |                 |                       | |
| 39.                                                             | Св. Поп Анто                  | 1435             | 2373            | 2273                  | |
| Ломски окръг                                                    |                               |                  |                 |                       | |
| 40.                                                             | Антим I                       | 2744             | ?               | ?                     | Няма брой на избирателите и гласоподавателите |
| 41.                                                             | Цеко Петков                   | 3821             | ?               | ?                     | |
| 42.                                                             | Трифон Панов                  | 1511             | ?               | ?                     | |
| Ряховски окръг                                                  |                               |                  |                 |                       | |
| 43.                                                             | Нино Петров                   | 2399             | 3847            | ?                     | Липсва броят на гласоподавателите |
| 44.                                                             | Цеко Вълчов                   | 2333             | 3847            | ?                     | |
| 45.                                                             | Иван Ценов                    | 1916             | 3874            | ?                     | |
| 46.                                                             | Христо Симидов                | 1583             | 3847            | ?                     | |
| 47.                                                             | Стоян Моллов                  | 1472             | 3847            | ?                     | |
| 48.                                                             | Атанас Каракаш                | 1195             | 3847            | ?                     | |
| Окръг Враца, околия Старо село                                  |                               |                  |                 |                       | |
| 49.                                                             | Цено Данов                    | 315              | ?               | ?                     | Няма брой на избирателите и гласоподавателите |
| 50.                                                             | Иван Попов                    | 399              | ?               | ?                     | |
| Врачански окръг, Врачанска околия, 2-ри избори                  |                               |                  |                 |                       | |
| 51.                                                             | Иван Николов                  | 766              | ?               | 1224                  | Няма брой на избирателите |
| 52.                                                             | Никола Занкин                 | 469              | ?               | 1224                  | |
| 53.                                                             | Иван Попов                    | 439              | ?               | 1224                  | |
| Врачански окръг, околия Чирен, 1-ви избори                      |                               |                  |                 |                       | |
| 54.                                                             | Кънчо Иванов                  | 1278             | ?               | 1628                  | Наказан на 1 година затвор |
| 55.                                                             | Георги Петков                 | 1521             | ?               | 1628                  | Наказан на повече от 1 година затвор |
| Берковски окръг, Берковска околия, 1-ви избори                  |                               |                  |                 |                       | |
| 56.                                                             | Анто Георгиев                 | 639              | 3441            | 953                   | |
| Берковски окръг, околия Кутловица                               |                               |                  |                 |                       | |
| 57.                                                             | Коно Робанов                  | 315              | 4486            | 530                   | |
| 58.                                                             | Бончо Тодоров                 | 134              | 4486            | 530                   | |
| Берковски окръг, Боломелска околия, 1-ви избори                 |                               |                  |                 |                       | |
| 59.                                                             | Първан Попов                  | 348              | 4774            | 403                   | Няма ¼ за първи избори |
| 60.                                                             | Поп Тодор                     | 158              | 4774            | 403                   | Няма ¼ за първи избори |
| Варненска губерния, Варна, 2-ри избори                          |                               |                  |                 |                       | |
| 61.                                                             | Латиф ефенди                  | 450              | 683             | ?                     | Липсва броят на гласоподавателите |
| 62.                                                             | Стерио Анастасиади            | 339              | 683             | ?                     | |
| Варненски окръг, Варненска околия, 2-ри избори                  |                               |                  |                 |                       | |
| 63.                                                             | Драган Цанков                 | 350              | 545             | ?                     | |
| Варненски окръг, околия Козлоджа, 1-ви избори                   |                               |                  |                 |                       | |
| 64.                                                             | Иван Кавалджиев               | 592              | 2095            | 778                   | Проведени втори избори, които същият печели с 1463 гласа. |
| Окръг Балчик                                                    |                               |                  |                 |                       | |
| 65.                                                             | Михаил Паничерский            | 562              | ?               | 711                   | Липсва броят на избирателите |
| 66.                                                             | Андрей Манолов                | 4839             | ?               | 6418                  | |
| 67.                                                             | А. Иванов                     | 4211             | ?               | 6418                  | |
| 68.                                                             | Идризооглу Ахмед              | 4203             | ?               | 6418                  | неграмотен |
| 69.                                                             | Хасан Х. Махмудов             | 4375             | ?               | 6418                  | неграмотен |
| 70.                                                             | Хаджи Иванчо Ненчович         | 3992             | ?               | 6418                  | |
| 71.                                                             | Афус Балалъ                   | 4205             | ?               | 6418                  | неграмотен |
| 72.                                                             | Ахмед ефенди                  | 3914             | ?               | 6418                  | |
| 73.                                                             | Димитър Енчев                 | 3354             | ?               | 6418                  | |
| Софийска Губерния, София, 2-ри избори                           |                               |                  |                 |                       | |
| 74.                                                             | Христо Стоянов                | 403              | 1916            | 740                   | Нарушено времетраене на изборния ден и подмяна на изборния резултат.                                                                                                   |
| Софийски окръг, околия Малашевци, 2-ри избори                   |                               |                  |                 |                       | |
| 75.                                                             | Анко Цветан                   | 136              | 436             | ?                     | Няма брой на гласоподавалите |
| Софийски окръг, Бучинска околия, 2-ри избори                    |                               |                  |                 |                       | |
| 76.                                                             | Анко Цветан                   | 1111             | 1176            | ?                     | Няма брой на гласоподавалите |
| 77.                                                             | Велко Костов                  | 612              | 1176            | ?                     | |
| Околия Росоман, 2-ри избори                                     |                               |                  |                 |                       | |
| 78.                                                             | Анко Цветан                   | 143              | ?               | 277                   | |
| 79.                                                             | Марко Балабанов               | 81               | ?               | 277                   | министър на външните работи |
| Околия Ново Селци, 2-ри избори                                  |                               |                  |                 |                       | |
| 80.                                                             | Петко Славейков               | 688              | 1131            | ?                     | Няма брой на гласоподавалите |
| 81.                                                             | Стойко Стоянов                | 630              | 1131            | ?                     | |
| Околия Златишка                                                 |                               |                  |                 |                       | |
| 82.                                                             | Лука Павлов                   | 201              | ?               | 385                   | Липсва броят на избирателите |
| Самоковски окръг, гр. Самоков, 1-ви избори                      |                               |                  |                 |                       | |
| 83.                                                             | Никола Даскалов               | 202              | 2206            | 338                   | Няма ¼ от избирателите |
| Самоковски окръг, околия Боичин, 2-ри избори                    |                               |                  |                 |                       | |
| 84.                                                             | Тодор Бурмов                  | 1865             | 1865            | ?                     | Няма брой на гласоподавалите |
| 85.                                                             | Марко Балабанов               | 1438             | 1865            | ?                     | |
| Окръг Радомир, 2-ри избори                                      |                               |                  |                 |                       | |
| 86.                                                             | Д. Кузманов                   | 763              | 1730            | ?                     | Няма брой на гласоподавалите |
| 87.                                                             | Ненко Хранов                  | 558              | ?               |                       | |
| 88.                                                             | Петър Ненков                  | 307              | 1730            | ?                     | |
| Орханийски окръг, околия Орхание, 2-ри избори                   |                               |                  |                 |                       | |
| 89.                                                             | Стоян Брънчев                 | 771              | ?               | ?                     | Липсва броят на избирателите и гласоподавателите |
| 90.                                                             | Колю Диков                    | 409              | ?               | ?                     | |
| 91.                                                             | Павле Попов                   | 186              | ?               | ?                     | |
| Тетевенска околия, 1-ви избори                                  |                               |                  |                 |                       | |
| 92.                                                             | Х.П. Стоянов                  | 415              | ?               | ?                     | Липсва броят на избирателите и гласоподавателите |
| 93.                                                             | П. Пенчев                     | 325              | ?               | ?                     | |
| Трънски окръг, 1-ви избори                                      |                               |                  |                 |                       | |
| 94.                                                             | Мелетии Софийски              | 3402             | 3871            | ?                     | Не са предоставени временните правила |
| 95.                                                             | Константин Стоилов            | 3118             | 3871            | ?                     | |
| 96.                                                             | Поп Георги Иконом             | 2934             | 3871            | ?                     | |
| 97.                                                             | Танас Игнатиев                | 2362             | 3871            | ?                     | |
| 98.                                                             | Цветко Минчев                 | 2863             | 3871            | ?                     | |
| 99.                                                             | Илия Луканов                  | 2290             | 3871            | ?                     | Няма възраст |
| Русчушка Губерния, Свищовски окръг, гр. Свищов, 2-ри избори     |                               |                  |                 |                       | |
| 100.                                                            | Драган Цанков                 | 306              | 647             | ?                     | |
| Свищовски окръг, Павелска околия, 2-ри избори                   |                               |                  |                 |                       | |
| 101.                                                            | Д. Караначов                  | 247              | 2817            | 812                   | |
| Свищовски окръг, Стифарска околия, 2-ри избори                  |                               |                  |                 |                       | |
| 102.                                                            | Димитрий Анев                 | 840              | 2827            | 1520                  | |
| Плевенски окръг, Плевен, 1-ви избори                            |                               |                  |                 |                       | |
| 103.                                                            | Петко Славейков               | 236              | 787             | 270                   | |
| Плевенски окръг, Ракитска околия, 1-ви избори                   |                               |                  |                 |                       | |
| 104.                                                            | Сава Иванов                   | 939              | 3346            | 1463                  | |
| 105.                                                            | Атанас Костов                 | 790              | 3346            | 1463                  | |
| Плевенски окръг, Боготска околия, 2-ри избори                   |                               |                  |                 |                       | |
| 106.                                                            | Цветко Атанасов               | 658              | ?               | ?                     | Липсва броят на избирателите и гласоподавателите |
| 107.                                                            | Еремия Гашев                  | 915              | ?               | ?                     | |
| Ески Джумайски окръг, 1-ви избори                               |                               |                  |                 |                       | |
| 108.                                                            | Марко Георгиев                | 1189             | 1776            | ?                     | Липсва броят на гласоподавателите |
| 109.                                                            | Х. Михаил Х. Русев            | 1008             | 1776            | ?                     | |
| 110.                                                            | Христо Самсаров               | 815              | 1776            | ?                     | |
| Разградски окръг, Разградска околия, 1-ви избори                |                               |                  |                 |                       | |
| 111.                                                            | Евлоги Георгиев               | 482              | 2796            | 967                   | |
| Разградски окръг, Чукуровска околия, 1-ви избори                |                               |                  |                 |                       | |
| 112.                                                            | Цанко Марков                  | 793              | 1484            | 3438                  | |
| Разградски окръг, Заветска околия                               |                               |                  |                 |                       | |
| 113.                                                            | Никола Сукнаров               | 1003             | 3441            | 1830                  | |
| 114.                                                            | Д. Бърнев                     | 931              | 3441            | 1830                  | Задържан и осъден |
| Разградски окърг, Хасковска околия                              |                               |                  |                 |                       | |
| 115.                                                            | Величко Христев               | 1066             | 413             | 1520                  | Дал си е оставката |
| 116.                                                            | Ахмед ефенди                  | 822              | 4130            | 1520                  | |
| Разградски окръг, Поповска околия, 1-ви избори                  |                               |                  |                 |                       | |
| 117.                                                            | А. Цанов                      | 1086             | 3636            | 1230                  | |
| 118.                                                            | Кънчо Жеков                   | 1145             | 3636            | 1203                  | Заместен от Арабов с 2249 гласа |
| Разградски окърг, Садинска околия                               |                               |                  |                 |                       | |
| 119.                                                            | Никола Сукнаров               | 2589             | 5602            | 3230                  | Заместен от Арабов с 2249 гласа |
| 120.                                                            | С. П. Илиев                   | 1771             | 5602            | 3230                  | |
| Търновска губерния, Еленски окръг, Беровска околия, 2-ри избори |                               |                  |                 |                       | |
| 121.                                                            | Иван Радославов               | 566              | 700             | ?                     | Липсва броя на гласоподавателите |
| Русчушка губерния, околия Николоп, 1-ви избори                  |                               |                  |                 |                       | |
| 122.                                                            | Никола Стефанов               | 280              | 2398            | 518                   | Заявление на бюрото – член на окръжния съд, заместен от Иван Мандиков с 92 гласа                                                                                       |
| Никополски окръг, Брестенска околия, 2-ри избори                |                               |                  |                 |                       | |
| 123.                                                            | Велчо Лилов                   | 543              | 3998            | 853                   | Председател на бюрото |
| 124.                                                            | Флори Тодоров                 | 235              | 3998            | 853                   | Има съставен протокол, заместват го с Филип Маринов с 412 гласа, НС приема Фл. Тодоров за депутат, с. 180.                                                             |
| Никополски окръг, Брестенска околия, 2-ри избори                |                               |                  |                 |                       | |
| 125.                                                            | Кучо Мачев                    | 490              | 3868            | 1088                  | |
| Варненска губерния, Шуменски окръг – Колективни избори          |                               |                  |                 |                       | |
| 126.                                                            | Дави Исмаил                   | 5660             | ?               | 11 616                | Заместен с Харалан Ангелов |
| 127.                                                            | Хаджи Шакир                   | 5423             | ?               | 11 616                | Заместен с Матю Рачов |
| 128.                                                            | Геончеоглу Мутишъ             | 4779             | ?               | 11 616                | Зачестен с Др. Радославов |
| 129.                                                            | Константин Стоилов            | 4165             | ?               | 11 616                | Няма вързаст |
| 130.                                                            | Никола Стойнов                | 4064             | ?               | 11 616                | |
| 131.                                                            | Минчо Цачев                   | 4030             | ?               | 11 616                | На 28 години |
| 132.                                                            | Хаджи Муезин                  | 3915             | ?               | 11 616                | Заместен със Симеон Хаджи Янчов |
| 133.                                                            | Нанчо Попов                   | 3746             | ?               | 11 616                | |
| 134.                                                            | Тодор Бурмов                  | 3719             | ?               | 11 616                | |
| Тестеджи Мустафа                                                |                               |                  |                 |                       | |
| 135.                                                            | Тестеджи Мустафа              | 1099             | ?               | ?                     | Липсва броят на избирателите и гласоподавателите |
| 136.                                                            | Лазар Дуков                   | 1056             | ?               | ?                     | |
| 137.                                                            | Тапуджи Мехмед                | 776              | ?               | ?                     | |
| 138.                                                            | Иван Стоянов                  | 590              | ?               | ?                     | |
| Софийска губерния, Дупнишки окръг, 1-ви избори                  |                               |                  |                 |                       | |
| 139.                                                            | Георги Атанасович             | 659              | ?               | ?                     | министър на народното просвещението. Няма брой на избирателите и гласоподавателите                                                                                     |
| 140.                                                            | Свещеник Григор               | 409              | ?               | ?                     | |
| 141.                                                            | Расолков                      | 685              | ?               | ?                     | |
| Кюстендилски окръг, първа околия, 2-ри избори                   |                               |                  |                 |                       | |
| 142.                                                            | Тодор Бурмов                  | 453              | ?               | ?                     | Липсва броят на избирателите и гласоподавателите |
| 143.                                                            | Д. Либенов                    | 524              | ?               | ?                     | |
| Кюстендилски окръг, втора околия, 1-ви избори                   |                               |                  |                 |                       | |
| 144.                                                            | Константин Стоилов            | 1952             | 7707            | 2101                  | |
| 145.                                                            | Петър Карапетров              | 1950             | 7707            | 2101                  | |
| 146.                                                            | Г. Данов                      | 1949             | 7707            | 2101                  | |
| Османпазарски окръг, 2-ри избори                                |                               |                  |                 |                       | |
| 147.                                                            | Хюсейн Ага                    | 815              | 922             | 922                   | |
| 148.                                                            | Байко Томов                   | 500              | 922             | 922                   | |
| Османпазарски окръг, Въбришка околия                            |                               |                  |                 |                       | |
| 149.                                                            | Д. Радуев                     | 374              | 3792            | 736                   | Няма 1/4 |
| Варненска губерния, окръг Хаджиоглу Пазарджик, 1-ви избори      |                               |                  |                 |                       | |
| 150.                                                            | Марко Балабанов               | 447              | 1970            | 898                   | |
| 151.                                                            | Марин Дринов                  | 283              | 1970            | 898                   | |
| Трън, 1-ви избори                                               |                               |                  |                 |                       | |
| 152.                                                            | Мелетий Софийски              | 3402             | ?               | 3871                  | Липсва броят на избирателите |
| 153.                                                            | Константин Стоилов            | 3117             | ?               | 3871                  | |
| 154.                                                            | Георги Икономов               | 2934             | ?               | 3871                  | |
| 155.                                                            | Цвятко Манчев                 | 1863             | ?               | 3871                  | |
| 156.                                                            | Танас Игнатов                 | 2342             | ?               | 3871                  | |
| 157.                                                            | Илия Луканов                  | 2290             | ?               | 3871                  | |
| Русчушки окръг                                                  |                               |                  |                 |                       | |
| 158.                                                            | Пр. Григорий                  | 11 006           | ?               | ?                     | Липсва броят на избирателите и гласоподавателите. Касират изборите |
| 159.                                                            | Евлоги Георгиев               | 8583             | ?               | ?                     | |
| 160.                                                            | Марко Балабанов               | 9882             | ?               | ?                     | |
| 161.                                                            | Рана Мустафа ефенди Накшбенди | 9699             | ?               | ?                     | |
| 162.                                                            | Бекир ефенди                  | 9629             | ?               | ?                     | |
| 163.                                                            | Тодор Бурмов                  | 8568             | ?               | ?                     | |
| 164.                                                            | Димитър Греков                | 4679             | ?               | ?                     | министър на правосъдието |
| Общо                                                            |                               | 272 404          | –               | –                     | |
| Източник: Дневници на Първото ОНС                               |                               |                  |                 |                       | |